# Hierobotana
Hierobotana é um género botânico pertencente à família Verbenaceae.